# Katsuyoshi Shintō
Katsuyoshi Shintō (信藤 健仁?, Shintō Katsuyoshi; Prefettura di Hiroshima, 15 settembre 1960) è un ex calciatore giapponese, di ruolo difensore.